# Tanch'on
Tanch'ŏn ou Tanchon é uma cidade a nordeste da província de Hamgyong Sul, na Coreia do Norte.